# The Poker Player's Championship
The Poker Player's Championship je jeden z turnajů WSOP, zavedený do série v roce 2010. Vstupné do turnaje činí 50.000 $, což z něj dělá nejdražší turnaj na WSOP. The Poker Player's Championship nahradil $50.000 H.O.R.S.E. turnaj, přičemž má i odlišnou strukturu. Zatímco v H.O.R.S.E. pokerových hrách se střídá 5 variant pokeru, v tomto turnaji jich je osm (tzv. eight-game):
- Texas holdem s limitem,
- Omaha hi-lo split 8 or better s limitem,
- Razz,
- Seven card stud,
- Seven card stud hi-lo split 8 or better,
- Texas holdem bez limitu,
- Omaha pot limit a
- 2-7 triple draw lowball.[2]

Na finálovém stole už se hry nestřídají a hraje se pouze Texas holdem bez limitu.
Historicky prvním výhercem tohoto turnaje v roce 2010 byl Michael Mizrachi.